# Gottfried Lessing
Gottfried Lessing (Szentpétervár, 1914. december 14. – Kampala, 1979. április 11.) német diplomata és jogász. Oroszországban született, fiatalon költözött szüleivel Németországba. 1944 és 1949 közt felesége a későbbi Nobel-díjas író, Doris Lessing volt. Később az NDK-ban lett politikus, 1979-ben ugandai nagykövetsége alatt ölték meg az afrikai országban.

## Művei
- Das Wesen der Hehlerei in rechtsvergleichender Darstellung, Berlin 1937
- Hintergründe der imperialistischen Intrigen gegen die Republik Kongo, in: Einheit, 1963, Heft 2, S. 93